# Henry Burr
Henry Burr (n. 21 martie 1872, Greater London, Anglia, Regatul Unit al Marii Britanii și Irlandei – d. 20 decembrie 1946, Greater London, Anglia, Regatul Unit) a fost un trăgător de tir ce a reprezentat Regatul Unit al Marii Britanii și al Irlandei de Nord, medaliat olimpic. A participat la o ediție a Jocurilor Olimpice (1912) în care a câștigat o medalie de argint.

## Participări
Lista de mai jos prezintă principalele competiții la care a participat Henry Burr de-a lungul carierei.
- shooting at the 1912 Summer Olympics – men's team rifle[*]